# Monte Taesongsan
Il MonteTaesongsan è un monte nordcoreano situato nel distretto di Taesong-guyok, a Pyongyang. Ha un'altitudine di 270 metri e ospita ai suoi piedi o nei suoi dintorni una pista di pattinaggio all'aperto, il famoso cimitero dei martiri della rivoluzione e lo zoo centrale della Corea.